# Bárdi Gergő
Bárdi Gergő (1991. január 1. –) magyar színész.

## Életpályája
1991-ben született. Évekig volt a Kolibri Színház színésze, majd 2022-től szabadúszó lett. Több színházban is szerepel, mellette vállal filmszerepeket is.

## Filmes és televíziós szerepei
- Mansfeld (2006) ...Mansfeld Laci
- Éjszaka (2010) ...Fiú
- Hajnali láz (2015) ...Beteg
- Alvilág (2019) ...Fiatal Ervin
- A tanár (2020) ...Ricsi
- Ki vagy te (2022–2023) …Simon
- A Nagy Fehér Főnök (2022) ...Postás
- Cella – Letöltendő élet (2023) ...Zolika